# Francisco Girón Fernández
Francisco Girón Fernández (Sevilla, 13 de octubre de 1923 - Higuera de la Sierra, 15 de enero de 2009), fue un sacerdote católico español que ejerció el sacerdocio en Huelva.

## Biografía
Estudió derecho en la Facultad de Granada, tras lo cual inició la oposición a abogado del Estado. Por fallecimiento de su padre, debió hacerse cargo del negocio familiar. Aunque tenía novia y una vida asentada, sintió la llamada del sacerdocio y marchó a Salamanca al seminario de vocaciones tardías, en la Universidad Pontificia de Salamanca.
Ordenado sacerdote el 13 de abril de 1963 por Pedro Cantero Cuadrado, primer Obispo de Huelva, cantó su primera misa en su pueblo de Higuera de la Sierra.
Fue director espiritual del seminario de Huelva alternando esta misión con la de juez eclesiástico, vocal del consejo de administración y director de la comisión económico-social de la diócesis. Más tarde fue nombrado pro-vicario general y vicario episcopal de la zona Sur, ejerciendo otras responsabilidades de carácter diocesanas y pastorales, como delegado del clero, miembro del consejo del presbiterio y arcipreste de Huelva. Fue muy amplia su labor en los Institutos Masculino y Femenino de Huelva como profesor en el nocturno y director espiritual de ambos institutos.
Ha sido especialmente conocido y querido por su proximidad con los más pobres y enfermos. Tuvo, desde el principio de su sacerdocio, una dedicación plena a los cursillos de cristiandad. En 1991 le nombraron consiliario del secretariado de cursillos de cristiandad.
Otro lugar donde ejerció su tarea pastoral es en la Parroquia de San Pablo en la Barriada de Fuentepiña de Huelva, creada en 1975, fecha en la que él fue nombrado primer párroco, tarea que ejerció, junto a los sacerdotes Manuel Martín de Vargas, Manuel Salazar Monge, Pedro Carrasco Chacón y Eugenio Lobo Conde. 
Colaboró con la cabalgata de reyes magos de Higuera de la Sierra, que había sido promovida por su tío Domingo Fal Conde, y que es la segunda más antigua de España. Promovió, igualmente, la residencia de ancianos "Hogar Virgen del Prado". Para ambos objetivos celebró más de cuarenta festivales taurinos en los que participaron muchas figuras del toreo como Antonio Ordóñez, Miguel Báez "Litri" (padre), Miguel Báez "Litri" (hijo), Diego Puerta, Curro Romero, Enrique Ponce, El Cid, Morante de la Puebla, Paco Ojeda, entre otros.
Falleció el 15 de enero de 2009, en Higuera de la Sierra.

## Obras
Escribió dos libros:
- Lo que mis ojos han visto.
- Mis amigos santos.

## Distinciones
- Medalla de Oro de Andalucía, recibida el 28 de febrero de 2008[2]
- Medalla de Huelva a la Solidaridad, recibida en 2002
- Desde 2006, una calle en Higuera de la Sierra lleva su nombre.